# Иван Банскалията
Иван Банскалиев, известен като Банскалията, е български революционер, деец на Вътрешната македоно-одринска революционна организация.

## Биография
Банскалиев е по убеждения анархист. Влиза във ВМОРО и става четник при Петър Самарджиев. По-късно е тиквешки районен войвода на ВМОРО. Загива на път за България при овчеполското село Кнеже през май 1906 година. Цялата му кореспонденция попада в османската власт и започва афера, при която са арестувани над 20 българи. Трима тиквешки учители и учителката Евтимия Божкова са осъдени на доживотен затвор.